# EjeCentral
EjeCentral es un medio de comunicación impreso y digital mexicano, especializado en la creación de contenido político y de actualidad nacional, presente a través de redes sociales y otras plataformas digitales.

## Historia
Como portal de noticias web, EjeCentral inició sus actividades el 23 de febrero de 2009, enfocado en la cobertura de temas políticos, de negocios, sociales, de seguridad y espectáculos.
El 2 de junio de 2016, EjeCentral amplió su oferta informativa con el lanzamiento de un semanario impreso. Este semanario se centra en la investigación y el análisis de eventos de coyuntura, así como en la opinión y la sátira. Además, ofrece una sección dedicada al entretenimiento y el ocio.

## Organización
Actualmente, EjeCentral pertenece al consorcio de medios OFEM MEDIA GROUP, que integra diversos medios de opinión y producción multimedia.